# Hartwig Thyen
Hartwig Thyen (* 21. April 1927 in Varel; † 2. Juli 2015) war ein deutscher evangelischer Theologe und Professor für Neues Testament.

## Leben und Wirken
Hartwig Thyen wurde im Landkreis Friesland als Sohn von Traute Thyen, geborene Reichenbach, und Hermann Thyen, einem Mathematikprofessor, geboren. Nach dem Abitur am Realgymnasium in Darmstadt studierte Thyen Evangelische Theologie an den Universitäten Mainz und Marburg und wurde 1953 in Marburg bei Rudolf Bultmann mit der Arbeit Der Stil der Jüdisch-Hellenistischen Homilie zum Dr. theol. promoviert. Von 1951 bis 1963 war er als Pfarrer in Brake (Unterweser) und Oldenburg tätig. 1966 habilitierte er sich an der Universität Heidelberg mit Studien zur Sündenvergebung im Neuen Testament und seinen alttestamentlichen und jüdischen Voraussetzungen. Danach war er Privatdozent und von 1971 bis 1992 Professor für Neutestamentliche Theologie in Heidelberg.
Thyen war der letzte direkte Schüler Rudolf Bultmanns und erbte dessen Aufzeichnungen zum Johannesevangelium. Aus diesem Nachlass publizierte er u. a. den Erstkontakt zwischen Bultmann und Karl Barth, der im Briefwechsel der Barth-Gesamtausgabe fehlt. Er war einer der besten Kenner johanneischer Theologie. Er las das Johannesevangelium als literarische Einheit und erläuterte es als Erbe judenchristlicher Tradition, die wohl das Lukasevangelium schon kannte und sich bewusst darauf bezog.
Ab 1949 war Hartwig Thyen mit Gisela Thyen, geborene Wragge, verheiratet. Sie hatten einen Sohn und drei Töchter (Olaf, Maike, Ulrike und Gerburg). Hartwig Thyen lebte in Dossenheim und zuletzt in Neckarbischofsheim und bezog dort, noch gemeinsam mit seiner Ehefrau, das Seniorenzentrum des Arbeiter-Samariter-Bundes.

## Schriften (Auswahl)
- Der Stil der Jüdisch-Hellenistischen Homilie (= Forschungen zur Religion und Literatur des Alten und Neuen Testaments. Bd. 65). Vandenhoeck & Ruprecht, Göttingen 1955. Zugleich Theologische Dissertation, Universität Marburg, 1953.
- Studien zur Sündenvergebung im Neuen Testament und seinen alttestamentlichen und jüdischen Voraussetzungen (= Forschungen zur Religion und Literatur des Alten und Neuen Testaments. Bd. 96). Vandenhoeck & Ruprecht, Göttingen 1970. Zugleich Habilitationsschrift, Universität Heidelberg, 1966.
- mit Frank Crüsemann: Als Mann und Frau geschaffen. 1978.
- Johannesevangelium. In: Theologische Realenzyklopädie. Bd. 17 (1988), S. 200–225.
- Gottes- und Nächstenliebe, in: Gerhard K. Schäfer und Theodor Strohm (Hrsg.): Diakonie – biblische Grundlagen und Orientierungen. Ein Arbeitsbuch, Heidelberger Verlagsanstalt Veröffentlichungen des Diakoniewissenschaftlichen Instituts Universität Heidelberg, 1990, S. 263–297.
- Das Johannesevangelium (= Handbuch zum Neuen Testament. Bd. 6). Mohr Siebeck, Tübingen 2005, ISBN 3-16-148486-X; 2., durchgesehene und korrigierte Auflage 2015, ISBN 978-3-16-152874-3 (Rezension von Klaus Berger, Frankfurter Allgemeine Zeitung, 20. Juli 2005, S. 34).
- Studien zum Corpus Iohanneum (= Wissenschaftliche Untersuchungen zum Neuen Testament. Bd. 214). Mohr Siebeck, Tübingen 2007, ISBN 978-3-16-149115-3.